# ACT (测验)
（原为，美国大学测验的简称，现只称为）是一个在美国和加拿大用作大学本科录取参考的标准化测验。现时，本测验由同名非营利组织ACT考试委员会（ACT. Inc.）负责组织管理。
本测验于1959年11月由爱荷华大学教授Everett Franklin Lindquist发明，意图在于和SAT测验竞争。起先，ACT由英语，数学，社会科学和自然科学四部分组成。然而，1989年社会科学部分被包括了一篇社会科学相关的文章的阅读理解取代；自然科学部分也被更名为科学理解部分。2005年，ACT加入了一个可选的写作部分，以此与SAT达成同步。2013年考试委员会宣布考生可以于2015年春季参加电脑化考试，然而直到2017年秋季，考生只能在工作日于数量有限的考场接受电脑化的ACT考试。在2018年之前，电脑化考试的范围预计不会扩大。在美国外其他地区只能报名参加电脑化的ACT考试。
考试各部分除写作外的得分范围为1-36分，写作的得分范围为1-12分；学生的考试总分为四项考分的平均值。可选的作文部分不计入总分，而会单独在成绩单上标注。
全美所有的四年制大学都接受ACT成绩。

## 功能
ACT考试委员会称，ACT通过数学，阅读，科学和英文四个部分的选择题考试衡量高中学生本身的学术水准以及他们完成大学难度学业的能力。可选择的作文考试衡量高中生组织一篇文章的能力。ACT考试委员会强调，ACT的分数可以帮助大学判断学生是否能成功应对英语，社科，人文，代数和科学等大学初级课程的课业。根据考试委员会2003年的调查，ACT分数和一名学生能否成功大学毕业的几率有直接联系。
ACT考试的出题参考了全国范围高中的授课内容，包括教科书和教学目标等材料。同时，考试委员会也征询了教育工作者关于如何在大学中取得成功的建议。此外，ACT发布了一个指南来说明一个学生ACT成绩加上高中成绩可以作为用来预测该生大学成绩的工具。
美国绝大多数大学同时接受ACT及SAT且将两者平等看待。然而，ACT或SAT通常只构成申请的一部分；高中绩点，课外活动以及申请论文也是大学申请的重要参考指标。
对于高中而言，ACT平均分也经常被用作衡量学校教学水平的工具。科罗拉多州和伊利诺伊州于2001年要求所有公立中学组织ACT考试，密歇根州也于2007年实行此规定。肯塔基州和怀俄明州要求所有公立中学的十一年级学生参加ACT测验。

## 考生
自考试创立以来，ACT的考生数量逐年增长。2011年，ACT的考生数量第一次超越SAT；该年1,666,017名考生参加了ACT考试，而参加SAT的考生则有1,664,479名。 此后，ACT的考生数量一直凌驾于SAT之上。
一般来说，ACT的考生于美国中西部，洛基山脉地区和美国南部较多，而东西海岸SAT考生则比较多，然而近年，由于对SAT考试公平性的质疑，东西海岸ACT考生呈现上升趋势。

## 考试时间
ACT在美国本土和波多黎各自由邦于九月，十月，十二月，二月，四月，六月和七月提供七次考试。其中，纽约州不提供二月和七月的考试，加利福尼亚州不提供七月的考试。其他国家和地区则每年于九月，十月，十二月，四月和七月提供五次考试。ACT曾在加拿大也提供每年七次考试，但从2018年九月起，加拿大的每年考试次数从七次降为了与其他美国以外地区一样的五次。
考试一般于考场当地时间周六上午举行；对于因宗教原因不能参加考试的学生（如星期六守安息日的犹太教徒），可以选择申请在星期日考试。

## 考试地区
美国之外，ACT在数十个国家设有国际考场。
与SAT不同，ACT在中国大陆设置了考点。然而，只有参加了全球考评证书（Global Assessment Certificate）项目的中国大陆居民，以及就读高中本身即是ACT考点的非中国大陆居民才能在大陆考点参加考试。鉴于此，大陆考生通常会选择赴济州岛（因无签证要求）、日本、台湾、澳门和香港等地参加考试。

## 与高智商俱乐部的关系
美国门萨俱乐部允许使用1989年前的ACT成绩作为申请会员资格的依据；申请会员需要达到29分。三九社团也将旧ACT考试作为入社参考，达标分数为32分。1989年后考试的达标分数为34分。